# ارسطو ۶۱۲۳
سیارک ۶۱۲۳ (به انگلیسی: 6123 Aristoteles، نامگذاری:1987SH2) شش هزار و صد و بیست و سومین سیارک کشف شده‌است که در ۱۹ سپتامبر ۱۹۸۷ کشف شد.
قدر مطلق سیارک برابر ۱۳٫۷۰ است.